# Gebanites
Els gebanites són un poble de la costa de la mar Roja esmentat per Plini el Vell (probablement el mateix poble que és esmentat per Estrabó com gabaioi) que han estat identificats amb una de les tribus (la principal) dels mineus.